# Питър Мърфи
Питър Джон Джоузеф Мърфи (на английски: Peter John Joseph Murphy) е английски певец, текстописец и музикант. Вокалист е на готик рок групата „Баухаус“. След като „Баухаус“ се разпуска, Мърфи създава Dalis Car заедно с басиста на група Japan Мик Карн, с когото издава един албум – The Waking Hour (1984). След това издава ред солови албуми, сред които Should the World Fail to Fall Apart (1986) и Love Hysteria (1988). През 1990 г. постига голям успех със сингъла си Cuts You Up. Албумът му Deep от края на 1989 г. пък достига 44-то място в „Билборд 200“. През 1992 г. издава албума Holy Smoke, който достига 108-о място в същата класация. През 2002 г. издава Dust заедно с турско-канадския композитор и продуцент Меркан Деде, който включва традиционни турски инструменти. В този албум Мърфи съпоставя елементи на прогресивен рок, транс, класическа музика и музика от Близкия изток, съчетани с типичната атмосферна електроника на Деде. През 2014 г. издава Lion, продуциран от Мартин Глоувър от Killing Joke, който достига 173-то място в „Билборд 200“.
Слаб, с изпъкнали скули, глас баритон и склонност към мрачна поетика, Мърфи често е определян като „Кръстникът на готика“.

## Личен живот
Мърфи е от ирландски произход. През 1992 г. се премества да живее в Истанбул със съпругата си Бейхан, която е туркиня и хореографка на турска група по модерни танци. Имат две деца: Хурихан Мърфи и Адем Мърфи. Като възрастен Мърфи приема суфизма като своя религия.
През август 2019 г. Мърфи е хоспитализиран след прекаран инфаркт в Ню Йорк. Направена му е ангиопластика и са му поставени два стента в сърцето, след което се възстановява напълно.